# Římskokatolická farnost Nalžovské Hory
Římskokatolická farnost Nalžovské Hory je územním společenstvím římských katolíků v rámci sušicko-nepomuckého vikariátu českobudějovické diecéze.

## O farnosti

### Historie
Roku 1761 bylo zřízeno kaplanství na zámku v Nalžovech. To bylo později přeneseno do Nalžovských Hor a změněno na lokálii. Z té byla roku 1813 zřízena farnost.

### Současnost
Farnost je administrována ex currendo ze Zavlekova.
| Kostel              | Místo          | Bohoslužba             | Bohoslužba             | Poznámka     |
| ------------------- | -------------- | ---------------------- | ---------------------- | ------------ |
| Kaple               | Letovy         | neslouží se pravidelně | neslouží se pravidelně | obecní kaple |
| Kostel sv. Kateřiny | Nalžovské Hory | neděle                 | 10.00                  | farní kostel |

## Fotogalerie

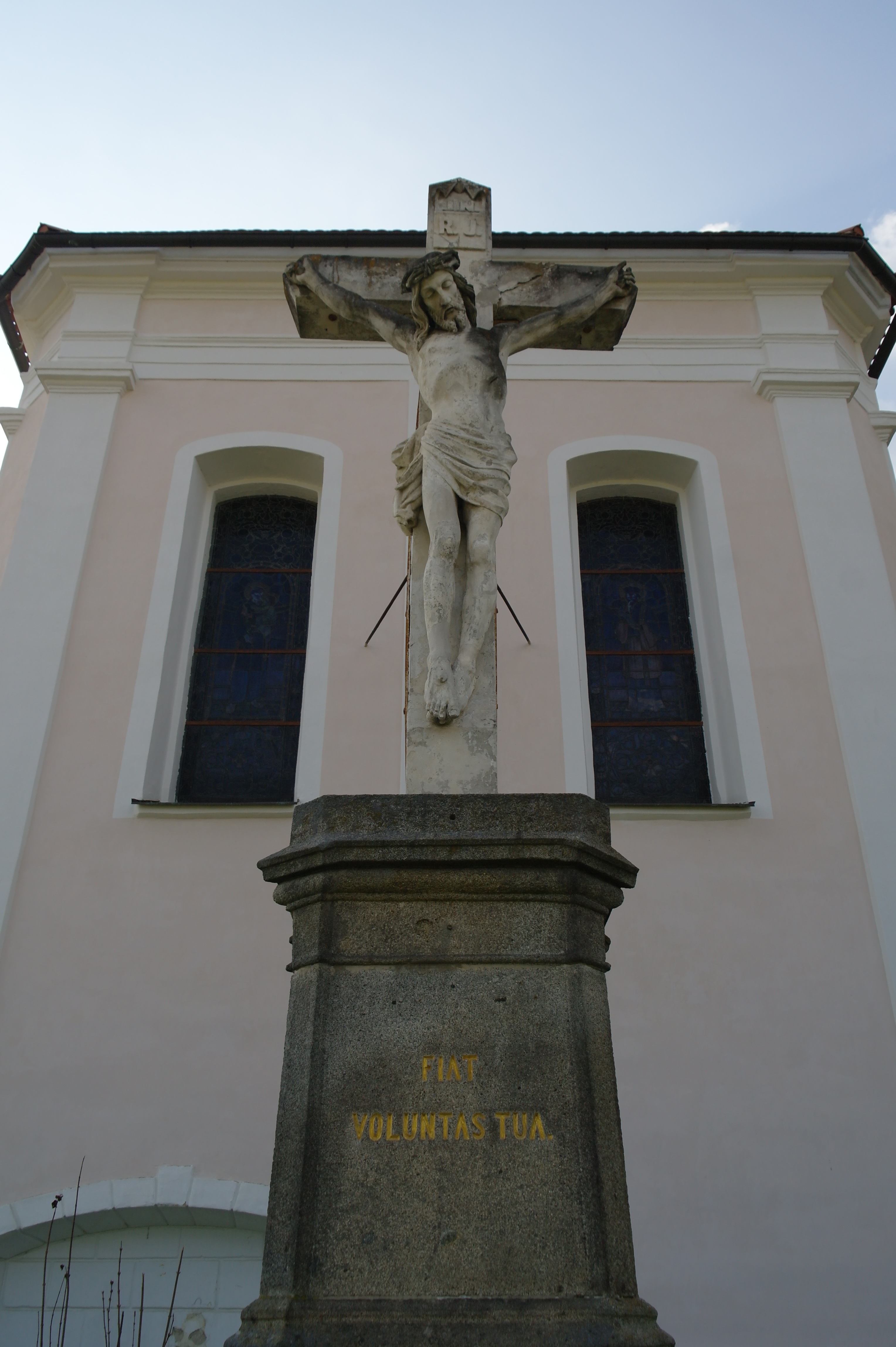
Kříž u Kostela svaté Kateřiny
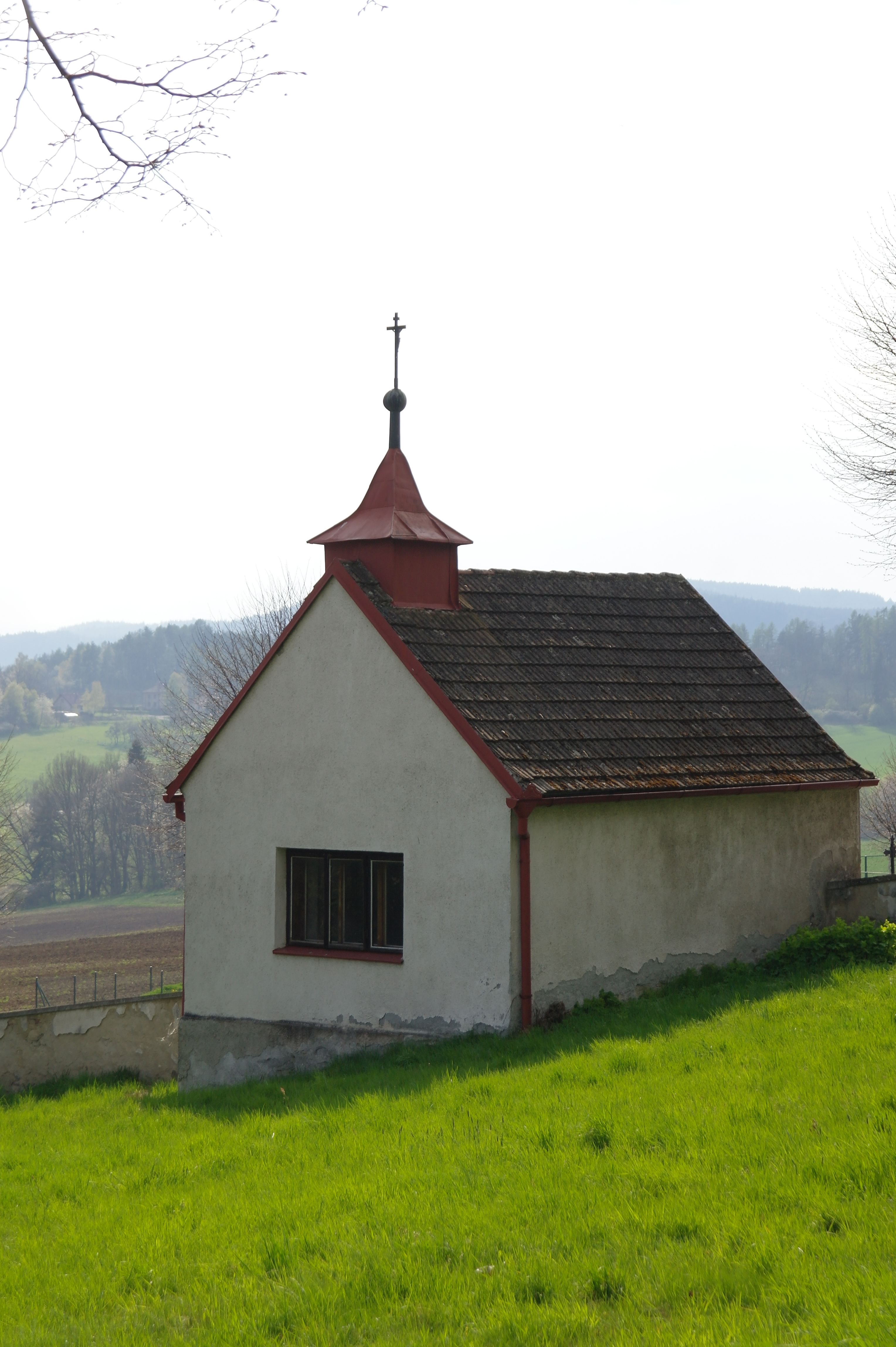
Kaple v Nalžovských horách
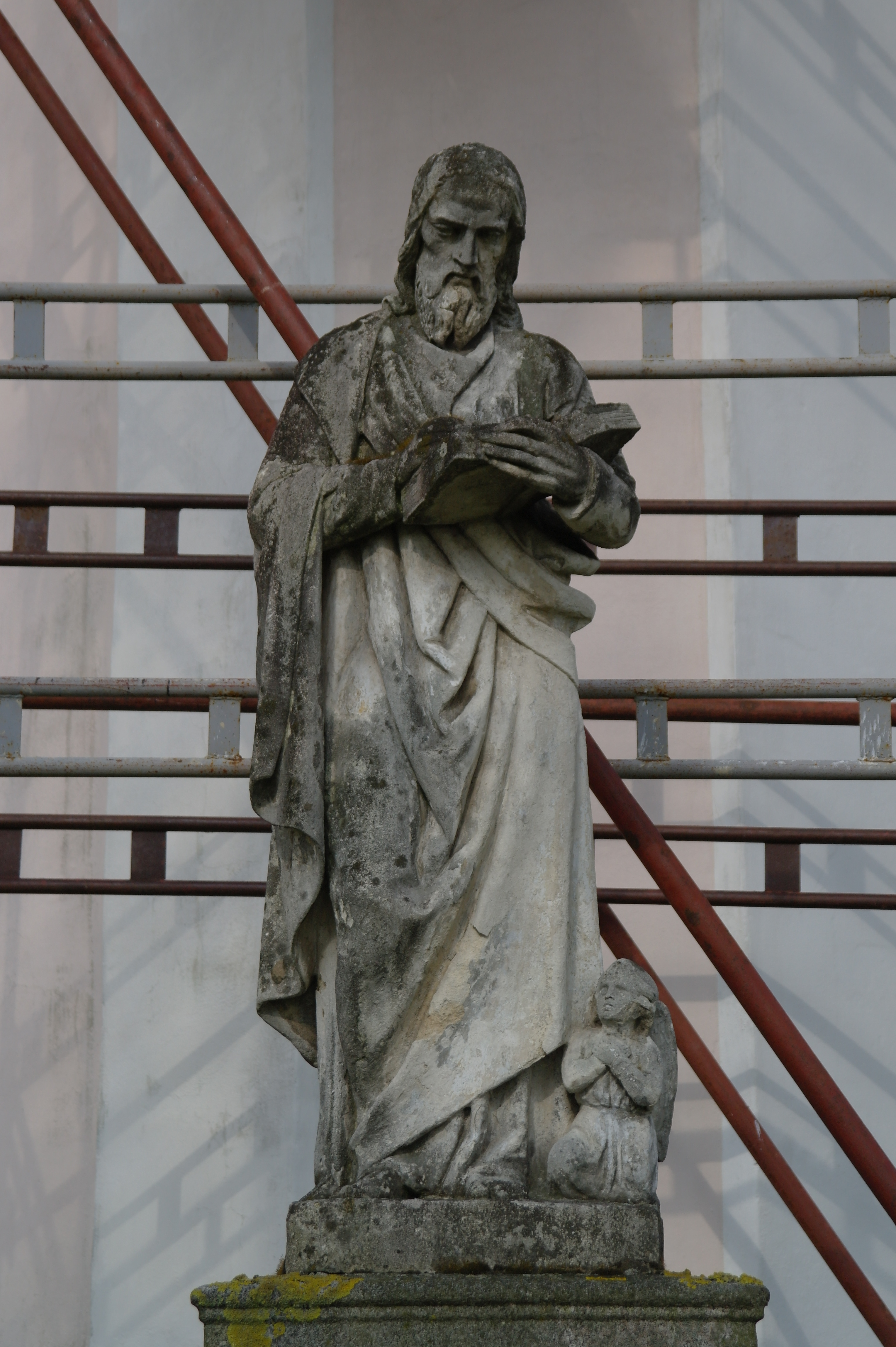
Socha u Kostela svaté Kateřiny